# Đảo ngôn ngữ
Đảo ngôn ngữ hay vùng tách rời về ngôn ngữ là lãnh thổ tách rời của một ngôn ngữ nào đó, được bao quanh bởi vùng có một hoặc nhiều ngôn ngữ khác với ngôn ngữ đó 
Một số Đảo ngôn ngữ điển hình là
- Saterland ở Niedersachsen, Đức[2]
- Bruxelles[3]
- Székely (Szeklerland) ở Hungary [4]
- Palenquero ở Colombia [5][6]
- Alghero ở Italia [7]
- Swabia Turkey (tiếng Đức: Schwäbische Türkei), một phương ngữ Đức ở vùng Transdanubia [8]
- Harz Thượng (Oberharz) ở Đức
- Tiếng Betawi ở vùng Jakarta Indonesia [9]
- Chipilo và Phương ngữ Chipilo Venetia ở Puebla, Mexico